# Bogdanovci
Bogdanovci – wieś w Chorwacji, w żupanii vukowarsko-srijemskiej, siedziba gminy Bogdanovci. W 2011 roku liczyła 710 mieszkańców.